# سنایدا اوریبه
سنایدا اوریبه (انگلیسی: Cenaida Uribe؛ زادهٔ ۲ دسامبر ۱۹۶۵) سیاست‌مدار، بازیکن سابق تیم ملی والیبال زنان پرو است.
سنایدا با پرو به مدال طلا المپیک ۱۹۸۸ رسید.